# Thần tượng âm nhạc nhí: Vietnam Idol Kids 2017
Tiếp nối thành công của mùa giải trước, chương trình Thần tượng âm nhạc nhí: Vietnam Idol Kids 2017 tiếp tục phát sóng. Chương trình dựa trên format Idol Kids nổi tiếng thế giới, thuộc bản quyền của Fremantle Media.
Chương trình bắt đầu phát sóng trên kênh VTV3 - Đài Truyền hình Việt Nam vào ngày 05/05/2017.
Đối tượng thí sinh tham gia: là công dân Việt Nam từ 5-13 tuổi, có đam mê và khả năng ca hát, đang sinh sống tại Việt Nam hay nước ngoài. Không giới hạn quốc tịch với các thí sinh có bố hoặc mẹ là người Việt Nam.
Đội hình ban giám khảo vẫn giữ nguyên Isaac và Văn Mai Hương, nữ ca sĩ Bích Phương là giảm khảo mới trong suốt thời gian phát sóng mùa này khi Tóc Tiên đang làm HLV Giọng hát Việt (mùa 4).
Đêm chung kết diễn ra vào tối ngày 11 tháng 8 năm 2017 và nhà vô địch là Nguyễn Minh Thiên Khôi.

## Vòng Audition (Thử giọng)
Các thí sinh sau khi vượt qua vòng Sơ tuyển ở ba miền Bắc, Trung, Nam sẽ bước tiếp vào vòng Audition (Thử giọng), được tổ chức ở Thành phố Hồ Chí Minh và Hà Nội. Tại đây, các thí sinh sẽ được gặp ban giám khảo chính của chương trình gồm: ca sĩ Isaac, ca sĩ Bích Phương, ca sĩ Văn Mai Hương. Mỗi thí sinh sẽ thể hiện giọng hát của mình bằng cách hát không có nhạc nền. Nếu được sự đồng ý của 2/3 giám khảo, thí sinh sẽ nhận được vé vàng và tiếp tục bước vào vòng Nhà hát. Ngược lại, thí sinh sẽ bị loại.
Sau đây là danh sách các thí sinh được lên sóng kênh VTV3 - Đài Truyền hình Việt Nam: (Những thí sinh không được lên sóng (do thời lượng phát sóng hạn chế) thì không có tên trong danh sách này, nhưng không có nghĩa là đã bị loại, mà sẽ xuất hiện trong các vòng sau của chương trình (nếu được chọn))

### Tập 1 (Ngày 05/05/2017)
Các thí sinh khu vực phía Bắc. Thành phần ban giám khảo gồm: Bích Phương, Isaac, Văn Mai Hương.
     Thí sinh nhận vé vàng và được vào vòng tiếp theo
     Thí sinh phải dừng cuộc thi
| Thứ tự | Tên thí sinh                                | Bài hát dự thi      | Kết quả |
| ------ | ------------------------------------------- | ------------------- | ------- |
| 1      | Lê Uyên Nhi (11, Hà Nội)                    | Ba kể con nghe      | Vé vàng |
| 2      | Vũ Mỹ Tuệ Như (6, Hải Phòng)                | Hạt gạo làng ta     | Loại    |
| 3      | Phan Thanh Duy (6, Bắc Giang)               | Bống bống bang bang | Loại    |
| 4      | Nguyễn Bảo Hưng (8, Bắc Giang)              | Chiếc khăn phiêu    | Loại    |
| 5      | Hoàng Anh Minh (6, Thái Nguyên)             | Về ăn cơm           | Loại    |
| 6      | Vừ Thị Linh (11, Lai Châu)                  | Đi học xa           | Vé vàng |
| 7      | Đào Mạnh Cường (13, Hà Nội)                 | Thật bất ngờ        | Vé vàng |
| 8      | Hà Nguyên Vũ (12, Hà Nội)                   | Chiếc khăn piêu     | Vé vàng |
| 9      | Hà Trọng Vũ - Hà Trọng Sáng (10, Thanh Hóa) | Ôi quê tôi          | Vé vàng |
| 10     | Nguyễn Quốc Đạt (12, Ninh Bình)             | Uống trà            | Vé vàng |
| 11     | Nguyễn Khánh Minh (6, Hà Nội)               | Dòng máu Lạc Hồng   | Loại    |
| 12     | Nguyễn Hương Giang (13, Hà Nội)             | Tìm                 | Vé vàng |
| 13     | Nguyễn Ngân Hà (13, Hà Nội)                 | Mẹ yêu              | Vé vàng |
| 14     | Hà Minh Châu (12, Hà Nội)                   | Flashlight          | Vé vàng |
| 15     | Nguyễn Thục Trinh (9, Hà Nội)               | Ca trù Lỗ Khê       | Vé vàng |
| 16     | Nguyễn Nhật Mai (5, Hà Nội)                 | Em đi trên cỏ non   | Loại    |
| 17     | Nguyễn Đàm Minh Hiền (9, Hà Nội)            | Con yêu mẹ          | Vé vàng |

### Tập 2 (Ngày 12/05/2017)
Các thí sinh khu vực miền phía Nam. Thành phần ban giám khảo gồm: Isaac, Bích Phương, Văn Mai Hương.
     Thí sinh nhận vé vàng và được vào vòng tiếp theo
     Thí sinh phải dừng cuộc thi
| Thứ tự | Tên thí sinh                        | Bài hát dự thi                 | Kết quả |
| ------ | ----------------------------------- | ------------------------------ | ------- |
| 1      | Quách Thanh Trung (12, Long An)     | Nỗi buồn mẹ tôi                | Vé vàng |
| 2      | Huỳnh Thị Thu Uyên (11, Gia Lai)    | Em tôi                         | Vé vàng |
| 3      | Nguyễn Đức Anh Khôi (6, Đồng Nai)   | Ô mê ly                        | Loại    |
| 4      | Trần Lê Gia Bảo (10, Ba Lan)        | Roar                           | Vé vàng |
| 5      | Trần Phạm Nhật Đức (8, TP.HCM)      | Bống bống bang bang            | Loại    |
| 6      | Trần Ngọc Minh Thư (9, TP.HCM)      | Ăn gì đây                      | Loại    |
| 7      | Nguyễn Thị Huyền Trang (5, TP.HCM)  | Mambo Italiano                 | Loại    |
| 8      | Nguyễn Vũ Thanh Ngọc (10, TP.HCM)   | Việt Nam trong tôi là          | Vé vàng |
| 9      | Nguyễn Minh Thiên Khôi (11, TP.HCM) | Mine                           | Vé vàng |
| 10     | Nguyễn Hoàng Hải (6, TP.HCM)        | Mẹ yêu                         | Loại    |
| 11     | Đỗ Mạnh Cường (13, Đồng Nai)        | Ba kể con nghe                 | Vé vàng |
| 12     | Hồ Thảo Nguyên (11, Đắk Nông)       | Mẹ tôi                         | Vé vàng |
| 13     | Thái Bảng Anh (9, TP.HCM)           | Tôi thấy hoa vàng trên cỏ xanh | Vé vàng |
| 14     | Đỗ Minh Tuyết (11, Hải Phòng)       | Trên đỉnh Phù Vân              | Vé vàng |
| 15     | Nguyễn Ngọc Bảo An (10, TP.HCM)     | Giọt sương trên mí mắt         | Vé vàng |
| 16     | Nguyễn Thư Kỳ (9, TP. HCM)          | The Climb                      | Vé vàng |

## Vòng nhà hát

### Tập 3 (Ngày 19/05/2017)
Kết thúc 2 tập đầu tiên của vòng Audition (Thử giọng), 43 thí sinh xuất sắc nhất đã được nhận vé vàng bước tiếp vào vòng Nhà hát. Các thí sinh tập trung tại Thành phố Hồ Chí Minh và có buổi tập luyện với nhạc sĩ Lý Huỳnh Long, nhạc sĩ Hoài An, ca sĩ Tú Quyên để nâng cao kỹ thuật thanh nhạc và kỹ năng trình diễn. Các thí sinh sẽ trải qua hai phần thi:
- Hát không có nhạc với microphone: từ 43 thí sinh chọn ra 24 thí sinh.
- Hát với đàn piano: từ 24 thí sinh chọn ra 14 thí sinh vào vòng liveshow.

Sau 2 phần thi, ban giám khảo đã chọn ra được 15 thí sinh xuất sắc nhất (nhiều hơn 1 thí sinh so với dự định ban đầu là 14 thí sinh), bao gồm:
| Thứ tự | Tên thí sinh                | Bài hát dự thi hát không có nhạc với microphone | Bài hát dự thi hát với đàn piano |
| ------ | --------------------------- | ----------------------------------------------- | -------------------------------- |
| 1      | Thái Hải Thanh              | Ly cà phê ban mê                                | Thu cạn                          |
| 2      | Trần Lê Gia Bảo             | Stronger                                        | Bay                              |
| 3      | Nguyễn Ngọc Hà Chi          | Đôi mắt Pleiku                                  | One moment in time               |
| 4      | Huỳnh Phúc                  | Về ăn cơm                                       | Ngẫu hứng lý ngựa ô              |
| 5      | Huỳnh Thị Thu Uyên          | Chị đi tìm em                                   | Em tôi                           |
| 6      | Nguyễn Quốc Đạt             | Phần dự thi không được phát sóng                | Gánh hàng rau                    |
| 7      | Phạm Quang Linh             | Phần dự thi không được phát sóng                | Mẹ tôi                           |
| 8      | Hà Trọng Vũ - Hà Trọng Sáng | Phần dự thi không được phát sóng                | Giấc mơ Chapi                    |
| 9      | Nguyễn Minh Thiên Khôi      | Cha                                             | Set fire to the rain             |
| 10     | Phạm Nguyễn Khánh Linh      | Phần dự thi không được phát sóng                | Without you                      |
| 11     | Hồ Thảo Nguyên              | Phần dự thi không được phát sóng                | Bóng cây Kơnia                   |
| 12     | Nguyễn Vũ Thanh Ngọc        | Phần dự thi không được phát sóng                | Con cò                           |
| 13     | Nguyễn Thục Trinh           | Phần dự thi không được phát sóng                | Tàu anh qua núi                  |
| 14     | Nguyễn Đàm Minh Hiền        | Phần dự thi không được phát sóng                | Gặp mẹ trong mơ                  |
| 15     | Nguyễn Ngọc Bảo An          | Phần dự thi không được phát sóng                | Trả lại cho em                   |

- Nguyễn Ngọc Hà Chi từng tham gia Giọng hát Việt nhí (mùa 4) thuộc đội Đông Nhi & Ông Cao Thắng dừng chân ở vòng đối đầu.
- Hồ Thảo Nguyên từng tham gia Giọng hát Việt nhí (mùa 4) lọt vào top 7 hay top 3 đội Vũ Cát Tường, top 12 Đồ Rê Mí 2014.
- Phạm Nguyễn Khánh Linh từng tham gia Giọng hát Việt nhí (mùa 4) thuộc đội Vũ Cát Tường dừng chân ở vòng đối đầu.
- Nguyễn Ngọc Bảo An từng đoạt giải ấn tượng Đồ Rê Mí 2011, Giải tư Gương mặt thân quen nhí (mùa 1) cùng Chí Thiện.
- Thái Hải Thanh từng tham gia mùa trước nhưng bị loại ở vòng nhà hát, từng tham gia Giọng hát Việt nhí (mùa 3) thuộc đội Cẩm Ly dừng chân ở vòng đối đầu.
- Nguyễn Minh Thiên Khôi từng đoạt giải ba Người hùng tí hon (mùa 1) đội Siêu Quậy (Lâm Vinh Hải).
- Huỳnh Phúc từng tham gia Thần tượng tương lai nhưng bị loại sớm.

## Vòng Studio (Bán kết)
Kể từ vòng Studio, 15 thí sinh xuất sắc nhất của Thần tượng âm nhạc nhí sẽ thi đấu trực tiếp qua các vòng liveshow. Để chuẩn bị cho các tiết mục trình diễn trên sân khấu, các thí sinh đã có những hoạt động chung đầu tiên, đó là thu âm ca khúc chung của top 15 với giám đốc âm nhạc Hoài An và giảng viên thanh nhạc Tú Quyên. Song song đó, các thí sinh được tham gia luyện thanh nhạc với nhạc sĩ Lý Huỳnh Long và các lớp học vũ đạo.
     Thí sinh được BGK chọn vào vòng Gala
     Thí sinh được cứu bởi hội đồng khán giả đặc biệt
     Thí sinh bị loại ở vòng Studio

### Tập 4 (Ngày 26/05/2017): Top 7 thí sinh nam
| STT | Tên thí sinh                | Bài hát dự thi (Sáng tác)              | Kết quả   |
| --- | --------------------------- | -------------------------------------- | --------- |
| 1   | Hà Trọng Vũ - Hà Trọng Sáng | Tôi là một ngôi sao (Nguyễn Hải Phong) | Loại      |
| 2   | Huỳnh Phúc                  | Sóc sờ bai Sóc Trăng (Thanh Sơn)       | HĐKG chọn |
| 3   | Nguyễn Quốc Đạt             | Yêu đời (Nguyễn Dân)                   | HĐKG chọn |
| 4   | Phạm Quang Linh             | Đèn khuya (Lam Phương)                 | BGK chọn  |
| 5   | Nguyễn Minh Thiên Khôi      | Tôi thích (Phương Uyên)                | BGK chọn  |
| 6   | Thái Hải Thanh              | Quê hương tuổi thơ tôi (Từ Huy)        | Loại      |
| 7   | Trần Lê Gia Bảo             | You raise me up (Brendan Graham)       | BGK chọn  |

### Tập 5 (Ngày 02/06/2017): Top 8 thí sinh nữ
| STT | Tên thí sinh           | Bài hát dự thi (Sáng tác)                         | Kết quả   |
| --- | ---------------------- | ------------------------------------------------- | --------- |
| 1   | Nguyễn Ngọc Hà Chi     | "Rolling in the Deep" - Adele                     | HĐKG chọn |
| 2   | Nguyễn Ngọc Bảo An     | Con yêu mẹ (Vũ Thảo My)                           | Loại      |
| 3   | Nguyễn Đàm Minh Hiền   | Ngày đá đơm bông (Nhật Ngân, Loan Thảo)           | BGK chọn  |
| 4   | Nguyễn Vũ Thanh Ngọc   | Trả lại cho em (Dương Cầm)                        | HĐKG chọn |
| 5   | Nguyễn Thục Trinh      | Mái đình làng biển (Nguyễn Cường)                 | Loại      |
| 6   | Phạm Nguyễn Khánh Linh | Taxi (Nguyễn Hải Phong)                           | Loại      |
| 7   | Huỳnh Thị Thu Uyên     | Huế thương (An Thuyên)                            | BGK chọn  |
| 8   | Hồ Thảo Nguyên         | Mamma knows best (Jessica Cornish, Ashton Thomas) | BGK chọn  |

#### Top 10 thí sinh chung cuộc
| Thứ tự | Tên thí sinh           | Quê quán              | Tuổi |
| ------ | ---------------------- | --------------------- | ---- |
| 1      | Phạm Quang Linh        | Hà Tĩnh               | 13   |
| 2      | Trần Lê Gia Bảo        | Ba Lan                | 10   |
| 3      | Nguyễn Minh Thiên Khôi | Thành phố Hồ Chí Minh | 11   |
| 4      | Huỳnh Phúc             | Tây Ninh              | 13   |
| 5      | Nguyễn Quốc Đạt        | Ninh Bình             | 12   |
| 6      | Huỳnh Thị Thu Uyên     | Gia Lai               | 11   |
| 7      | Nguyễn Đàm Minh Hiền   | Hà Nội                | 9    |
| 8      | Hồ Thảo Nguyên         | Đắk Nông              | 11   |
| 9      | Nguyễn Vũ Thanh Ngọc   | Thành phố Hồ Chí Minh | 10   |
| 10     | Nguyễn Ngọc Hà Chi     | Hà Nội                | 10   |

## Vòng Gala
Chú giải về màu sắc:

### Tập 6 (Ngày 09/06/2017): Top 10
Hướng dẫn: ca sĩ Võ Hạ Trâm & Lê Minh (nhóm MTV)
| STT | Tên thí sinh           | Bài hát dự thi (Sáng tác)                    | Kết quả   |
| --- | ---------------------- | -------------------------------------------- | --------- |
| 1   | Hồ Thảo Nguyên         | Và ta đã thấy mặt trời (Nguyễn Cường)        | An toàn   |
| 2   | Huỳnh Phúc             | Phương xa nhớ mẹ (Cao Nhật Minh)             | Loại      |
| 3   | Nguyễn Vũ Thanh Ngọc   | Chợt như giấc mơ (Huy Trực)                  | An toàn   |
| 4   | Phạm Quang Linh        | "Về quê ngoại"                               | An toàn   |
| 5   | Trần Lê Gia Bảo        | "Hello Vietnam" - Quỳnh Anh                  | Nguy hiểm |
| 6   | Nguyễn Đàm Minh Hiền   | "Em bé bán diêm" - Thùy Chi                  | An toàn   |
| 7   | Nguyễn Quốc Đạt        | Chạy (Phạm Toàn Thắng)                       | An toàn   |
| 8   | Huỳnh Thị Thu Uyên     | Ru lại câu hò (Vũ Quốc Việt)                 | An toàn   |
| 9   | Nguyễn Ngọc Hà Chi     | Cha và con (Trần Lập)                        | Nguy hiểm |
| 10  | Nguyễn Minh Thiên Khôi | "I'm in love with a monster" - Fifth Harmony | An toàn   |

### Tập 7 (Ngày 16/06/17): Top 9: Việt Nam ơi!
Hướng dẫn: ca sĩ Hoàng Quyên & Nam Khánh
| STT | Tên thí sinh           | Bài hát dự thi                        | Kết quả   |
| --- | ---------------------- | ------------------------------------- | --------- |
| 1   | Nguyễn Ngọc Hà Chi     | "My kool Vietnam" - Thanh Bùi         | Loại      |
| 2   | Phạm Quang Linh        | "Thương lắm miền Trung ơi" - Hoài Duy | An toàn   |
| 3   | Nguyễn Vũ Thanh Ngọc   | "Việt Nam trong tôi là" - Yến Lê      | Nguy hiểm |
| 4   | Nguyễn Minh Thiên Khôi | "Em tôi" - Thuận Yến                  | An toàn   |
| 5   | Nguyễn Đàm Minh Hiền   | "Quê hương Việt Nam" - Anh Khang      | An toàn   |
| 6   | Huỳnh Thị Thu Uyên     | "Nhớ nhà" - Võ Thiện Thanh            | An toàn   |
| 7   | Nguyễn Quốc Đạt        | "Độc huyền cầm" - 5 Dòng Kẻ           | An toàn   |
| 8   | Hồ Thảo Nguyên         | "Neo đậu bến quê" - An Thuyên         | An toàn   |
| 9   | Trần Lê Gia Bảo        | "Nối vòng tay lớn" - Trịnh Công Sơn   | Nguy hiểm |

### Tập 8 (Ngày 23/06/17): Top 8 - Giai điệu mùa hè
Hướng dẫn: ca sĩ Quốc Thiên
| STT | Tên thí sinh           | Bài hát dự thi                               | Kết quả   |
| --- | ---------------------- | -------------------------------------------- | --------- |
| 1   | Trần Lê Gia Bảo        | "Fight song" - Rachel Platten                | Loại      |
| 2   | Nguyễn Đàm Minh Hiền   | "Như loài mèo" - Tạ Quang Thắng ft Đinh Kai  | An toàn   |
| 3   | Nguyễn Vũ Thanh Ngọc   | "Rock con diều" - Phương Thanh ft Minh Thuận | An toàn   |
| 4   | Hồ Thảo Nguyên         | "What dream are made of" - Hilary Duff       | Nguy hiểm |
| 5   | Huỳnh Thị Thu Uyên     | "Là con gái thật tuyệt" - Khởi My            | An toàn   |
| 6   | Nguyễn Quốc Đạt        | "Và tôi đi" - Đoàn Thế Lân                   | An toàn   |
| 7   | Phạm Quang Linh        | "Nhạt nắng"                                  | Nguy hiểm |
| 8   | Nguyễn Minh Thiên Khôi | "I knew you were trouble" - Taylor Swift     | An toàn   |

### Tập 9 (Ngày 30/06/17): Top 7 - Hát cho người mình yêu thương
Hướng dẫn: ca sĩ Thảo Trang
Bài hát chia tay: Papa (Hồng Nhung) - Gia Bảo
| STT | Tên thí sinh           | Bài hát dự thi                                   | Kết quả   |
| --- | ---------------------- | ------------------------------------------------ | --------- |
| 1   | Nguyễn Vũ Thanh Ngọc   | "Cám ơn cha" - Hồ Võ Thanh Thảo (The Voice Kids) | Loại      |
| 2   | Phạm Quang Linh        | "Nước ngoài" - Phan Mạnh Quỳnh                   | An toàn   |
| 3   | Nguyễn Minh Thiên Khôi | "Đi đâu để thấy hoa bay" - Nguyễn Hoàng Dũng     | An toàn   |
| 4   | Huỳnh Thị Thu Uyên     | "Bún riêu cua đồng"                              | Nguy hiểm |
| 5   | Nguyễn Quốc Đạt        | "Nhật ký về mẹ" - Đinh Mạnh Ninh                 | An toàn   |
| 6   | Nguyễn Đàm Minh Hiền   | Người thầy (Nguyễn Nhất Huy)                     | An toàn   |
| 7   | Hồ Thảo Nguyên         | "Mùa đông" - Mỹ Linh                             | Nguy hiểm |

### Tập 10 (Ngày 07/07/17): Top 6
Hướng dẫn: Cả ba giám khảo
Bài hát chia tay: Trên đỉnh Phù Vân (Mỹ Linh) - Thanh Ngọc 
| STT | Tên thí sinh           | Bài hát dự thi (Sáng tác)                        | Kết quả   |
| --- | ---------------------- | ------------------------------------------------ | --------- |
| 1   | Nguyễn Quốc Đạt        | Lạc trôi (Sơn Tùng M-TP)                         | Nguy hiểm |
| 2   | Hồ Thảo Nguyên         | "Hoa thơm bướm lượn"/"Bướm mơ"                   | An toàn   |
| 3   | Phạm Quang Linh        | "Mẹ tôi"                                         | Loại      |
| 4   | Huỳnh Thị Thu Uyên     | Đưa cơm cho mẹ đi cày (Hàn Ngọc Bích)            | Nguy hiểm |
| 5   | Nguyễn Minh Thiên Khôi | "Counting Stars" - OneRepublic                   | An toàn   |
| 6   | Nguyễn Đàm Minh Hiền   | Tự nguyện (Nhạc: Trương Quốc Khánh, Thơ: Tố Hữu) | An toàn   |

### Tập 11 (Ngày 14/07/17): Top 5
Hướng dẫn: Ca sĩ Trọng Hiếu và Giảng viên thanh nhạc Lan Hương
Bài hát chia tay: Thương về cố đô (Thanh Sơn) - Quang Linh
| STT | Tên thí sinh           | Bài hát dự thi                                           | Kết quả   |
| --- | ---------------------- | -------------------------------------------------------- | --------- |
| 1   | Nguyễn Đàm Minh Hiền   | "Chuồn chuồn ớt" - Ngọc Khuê                             | An toàn   |
| 2   | Nguyễn Minh Thiên Khôi | Mashup "Xích lô"/"Feeling good" - Thu Minh/Michael Bublé | An toàn   |
| 3   | Huỳnh Thị Thu Uyên     | "Cha và con gái" - Thùy Chi                              | Nguy hiểm |
| 4   | Hồ Thảo Nguyên         | "Who's loving you" - Jackson 5                           | Loại      |
| 5   | Nguyễn Quốc Đạt        | "Rơi" - Bảo Lan                                          | Nguy hiểm |

### Tập 12 (Ngày 21/07/17) & Tập 13 (Ngày 28/07/2017): Top 4
Hướng dẫn: Ca sĩ Miu Lê (Tập 12) và nhạc sĩ Nguyễn Hải Phong (Tập 13)
Bài hát chia tay: Quê mẹ (Trần Mạnh Hùng) - Thảo Nguyên
| STT | Tên thí sinh           | Bài hát dự thi (Tập 12)                | Bài hát dự thi 1 (Tập 13)               | Bài hát dự thi 2 (Sáng tác) (Tập 13) (Thí sinh song ca cùng) | Kết quả   |
| --- | ---------------------- | -------------------------------------- | --------------------------------------- | ------------------------------------------------------------ | --------- |
| 1   | Nguyễn Đàm Minh Hiền   | "Somewhere over the rainbow"           | "Họa mi tóc nâu" - Mỹ Tâm               | "Tung tăng" - Thiên Khôi (Thiên Khôi)                        | Loại      |
| 2   | Nguyễn Quốc Đạt        | "Get down" - Isaac                     | "Cám ơn mẹ" - Trung Quân                | Đi để trở về (Tiên Cookie) (Thu Uyên)                        | Nguy hiểm |
| 3   | Nguyễn Minh Thiên Khôi | Ca dao Mẹ (Trịnh Công Sơn)             | "Count on me" - Bruno Mars              | Tung tăng (Thiên Khôi) (Minh Hiền)                           | An toàn   |
| 4   | Huỳnh Thị Thu Uyên     | LK "Ca dao tình Mẹ - Mẹ ơi mai con về" | Sống như những đóa hoa (Tạ Quang Thắng) | Đi để trở về (Tiên Cookie) (Quốc Đạt)                        | An toàn   |

### Tập 14 (Ngày 04/08/2017): Chung kết
Hướng dẫn: Ca sĩ Minh Hằng
- Thí sinh tạm dẫn đầu: Thiên Khôi

| STT | Tên thí sinh           | Bài hát do BGK lựa chọn          | Bài hát thành công ở những Gala trước        |
| --- | ---------------------- | -------------------------------- | -------------------------------------------- |
| 1   | Nguyễn Minh Thiên Khôi | "Tell me why" - Declan Galbraith | "Đi đâu để thấy hoa bay" - Nguyễn Hoàng Dũng |
| 2   | Huỳnh Thị Thu Uyên     | "Lý mười thương" - Cẩm Ly        | "Cha và con gái" - Thùy Chi                  |
| 3   | Nguyễn Quốc Đạt        | "Ngày mai" - Tóc Tiên            | "Độc huyền cầm" - 5 Dòng Kẻ                  |

### Tập 15 (Ngày 11/08/2017): Đêm trình diễn và công bố kết quả chung cuộc
- Tiết mục biểu diễn của thí sinh và khách mời:

| Thứ tự | Thí sinh, khách mời                                               | Bài hát (Sáng tác)                                                                                                   |
| ------ | ----------------------------------------------------------------- | --- |
| 1      | Thiên Khôi, Thu Uyên, Quốc Đạt, Minh Hiền, Thanh Ngọc, Huỳnh Phúc | Here to win (Mew Amazing)                                                                                            |
| 2      | Nguyễn Quốc Đạt                                                   | Con đường tôi (Khắc Hưng)                                                                                            |
| 3      | Huỳnh Thị Thu Uyên                                                | Em đi trên cỏ non (Bắc Sơn)                                                                                          |
| 4      | Nguyễn Minh Thiên Khôi                                            | My songs know what you did in the dark (Patrick Stump, Pete Wentz, Joe Trohan, Andy Hurley, Butch Walker, John Hill) |
| 5      | Bích Phương, Thu Uyên                                             | Bao giờ hết hè (Huỳnh Hiền Năng)                                                                                     |
| 6      | Isaac, Quốc Đạt                                                   | Liên khúc: Bống bống bang bang - Hai cô tiên (Only C - Nguyễn Phúc Thiện, Only C - Clownd Hoàng)                     |
| 7      | Văn Mai Hương, Thiên Khôi                                         | Là tôi và âm nhạc (Tạ Quang Thắng)                                                                                   |

- Công bố kết quả:

| Thứ tự | Thí sinh               | Tỉ lệ (%) | Kết quả     |
| ------ | ---------------------- | --------- | ----------- |
| 1      | Nguyễn Quốc Đạt        | 27,18%    | Á quân      |
| 2      | Huỳnh Thị Thu Uyên     | 11,27%    | Á quân      |
| 3      | Nguyễn Minh Thiên Khôi | 61,55%    | Nhà vô địch |

## Thứ tự bị loại
| Nguyễn Minh Thiên Khôi | An toàn   | An toàn   | An toàn   | An toàn   | An toàn   | An toàn   | An toàn   | 61,55% |  |  |  |
| Nguyễn Quốc Đạt        | An toàn   | An toàn   | An toàn   | An toàn   | Nguy hiểm | Nguy hiểm | Nguy hiểm | 27,18% |  |  |  |
| Huỳnh Thị Thu Uyên     | An toàn   | An toàn   | An toàn   | Nguy hiểm | Nguy hiểm | Nguy hiểm | An toàn   | 11,27% |  |  |  |
| Nguyễn Đàm Minh Hiền   | An toàn   | An toàn   | An toàn   | An toàn   | An toàn   | An toàn   | Loại      |        |  |  |  |
| Hồ Thảo Nguyên         | An toàn   | An toàn   | Nguy hiểm | Nguy hiểm | An toàn   | Loại      |           |        |  |  |  |
| Phạm Quang Linh        | An toàn   | An toàn   | Nguy hiểm | An toàn   | Loại      |           |           |        |  |  |  |
| Nguyễn Vũ Thanh Ngọc   | An toàn   | Nguy hiểm | An toàn   | Loại      |           |           |           |        |  |  |  |
| Trần Lê Gia Bảo        | Nguy hiểm | Nguy hiểm | Loại      |           |           |           |           |        |  |  |  |
| Nguyễn Ngọc Hà Chi     | Nguy hiểm | Loại      |           |           |           |           |           |        |  |  |  |
| Huỳnh Phúc             | Loại      |           |           |           |           |           |           |        |  |  |  |